# クルーズ県
クルーズ県(クルーズけん、Creuse)は、フランスのヌーヴェル＝アキテーヌ地域圏の県である。名称はクルーズ川 (Creuse River) に由来する。

## 歴史

かつてのラ・マルシュを現在の県で色分けした図

1790年3月4日、かつてのラ・マルシュ伯領を元として県が設置された。
中世までは、県内のコミューンから多くの男たちが毎年大都市へ出稼ぎに行き、石工、大工、屋根葺き職人として建設現場で働いていた。クルーズ県の石工たち（fr）は1624年に大聖堂を建て、ラ・ロシェルにダムを築き、19世紀に入ってからもジョルジュ・オスマンのパリ都市改造の現場に関わっていたのである。3月から11月までが彼らの労働期であった。1850年から1950年までの100年間、クルーズ県はその人口の半分が県内にいなかったことになる。
1917年のラ・クルティーヌのロシア兵士反乱（fr）は、クルーズ県内の軍事基地で発生した。
1963年から1980年にかけ、レユニオン出身の1630人の孤児たちがフランス当局によってクルーズ県、タルヌ県、ジェール県の農村過疎地域に連れてこられ、定住がはかられた。この再定住計画全体の指揮は、レユニオン選出の国会議員でもあった当時のフランス第五共和政の首相ミシェル・ドブレが初めに行っていた。

## 地理

クルーズ県の地図

県はコレーズ県、オート＝ヴィエンヌ県、アリエ県、ピュイ＝ド＝ドーム県、シェール県、アンドル県と接している。県は中央高地の北西端に位置する。ミルヴァシュ台地は南東部にあたる。県の最高標高は、シャトーヴェールの森の932mである。

### 泥炭地
クルーズ県には、ロワイヤール＝ド＝ヴァシヴィエール、ル＝モンテイユ＝オー＝ヴィコント、サン＝ピエール＝ベルヴュの3つのコミューンにまたがる、有名なマジュール泥炭地（fr）を抱える。泥炭地は非常に独特で、壊れやすい環境体系を持ち、湿原は泥炭の進行する蓄積で特徴づけられる。大多数を占める有機質の植生が分解されなかったり、わずかに分解されるだけであるという土壌が、非常に大きな面積を持つ。この特徴が、二酸化炭素貯留を生み出した。
動物層は貧弱であるが特徴的である。コモチカナヘビ、マキバタヒバリ、ヨーロッパクサリヘビ、保護動物の猛禽類チュウヒワシなどである。この鳥の姿は一種のノスリのようである。翼と尾は長く、腹部は白いが頭部と胸部は黒い。ヘビ類を捕食する。
植物としては、希なモウセンゴケ属が数多く見られる。

### 森林

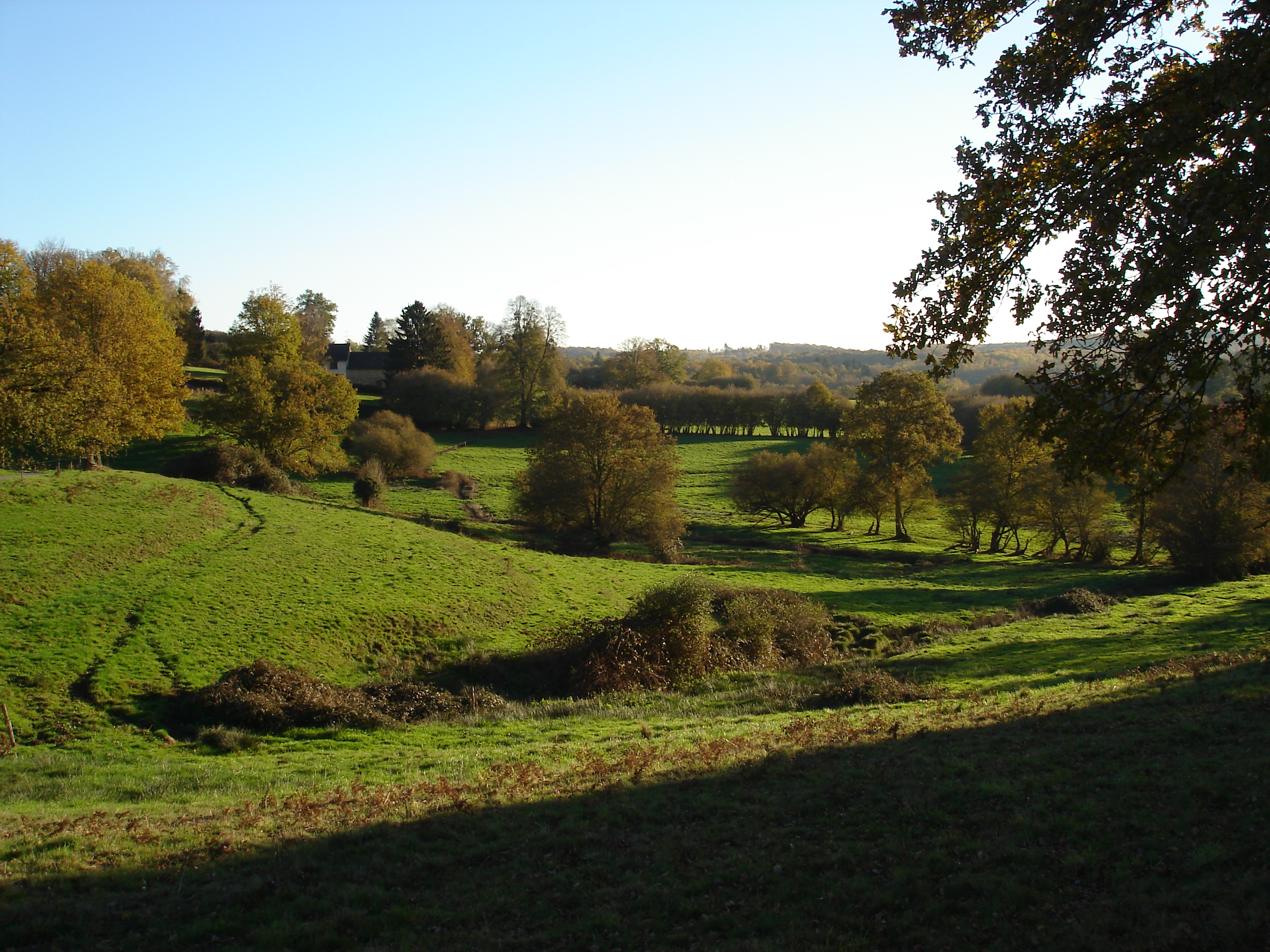
クルーズ県西部の典型的な田園風景

リムーザンの森林は古いものではない。1862年当時、県面積のうち森林は118,900ヘクタールほどであった。しかし2つの世界大戦の後、植林地と林業は打ち捨てられ、2003年にはその面積が584,000ヘクタールに達した。事実、森林の増加は人口の減少に比例している。広大な面積は、ベイマツやトウヒ、オーク、ブナ、カバ、クリなどが占めている。

## 気候
クルーズ県は、県の南北で標高200mから900mの高低差があるにせよ、多かれ少なかれ海洋性気候の影響を受けている。ミルヴァシュ台地は、湿潤気候である。降雨量が非常に豊富で、降雪をもたらし、土壌を潤す。

## 経済
クルーズ県は、伝統的に畜産と職人による手工業で知られてきた。しかし近年、近接する県と比べて遅れていたグリーン・ツーリズムが、数多くの農家民宿や農家風別荘ができたために発展してきている。

## 人口統計
| 1968年 | 1975年 | 1982年 | 1990年 | 1999年 | 2006年 | 2007年 | 2008年 |
| ------ | ------ | ------ | ------ | ------ | ------ | ------ | ------ |
| 156876 | 146214 | 139968 | 131349 | 124470 | 124354 | 123863 | 123907 |

参照元:SPLAF  et INSEE pour les années 2006 et 2007

### 主なコミューン
| コミューン     | 人口 2007 | 変遷 /1999 | コミューン                     | 人口 2007 | 変遷 /1999 |
| -------------- | --------- | ---------- | ------------------------------ | --------- | ---------- |
| ゲレ           | 15,071    | 2,3 %      | ブルガヌフ                     | 2,948     | -6,8 %     |
| ラ・ステレーヌ | 5,374     | 0,9 %      | サント＝フェール               | 2,247     | -0,1 %     |
| オービュッソン | 4,181     | -10,3 %    | サン＝シュルピス＝ル＝ゲレトワ | 2,013     | 5,3 %      |
| 出典 : Insee   |           |            |                                |           |            |

## 文化
16世紀までは、オック語の一方言であるリムーザン語が公用語であった。初期の吟遊詩人たちはリムーザン語で話していた。リムーザン語は20世紀初頭まで、話し言葉として優勢であったが、学校教育の場で正式にオック語が禁止され代わってフランス語が導入されたことで廃れた。従ってリムーザン語は1930年以降50年以上、地元リムーザン人が多く暮らす農村部で用いられてきた。多くの父祖の名にちなんだ名前、または地名に由来したリムーザン語の中に、顕著なオック語の影響を見て取ることができる。リムーザン語の特徴は主にアクセントや、文構成にその痕跡が見られる。